# Bernov (Nejdek)
Bernov (německy Bernau) je vesnice, část města Nejdek v okrese Karlovy Vary v Karlovarském kraji. Nachází se asi 2,5 kilometru západně od Nejdku. Bernov je také název katastrálního území o rozloze 7,34 km².

## Historie
První písemná zmínka o vesnici pochází z roku 1654.

## Obyvatelstvo
Při sčítání lidu v roce 1921 zde žilo 1 105 obyvatel (z toho 540 mužů), kteří byli kromě jednoho cizince německé národnosti. Naprostá většina se hlásila k římskokatolické církvi, ale sedm lidí patřilo k evangelickým církvím, jeden k jiným nezjišťovaným církvím a čtyři lidé byli bez vyznání. Podle sčítání lidu z roku 1930 měla vesnice 1 248 obyvatel: jednoho Čechoslováka a 1 247 Němců. Počet lidí bez vyznání vzrostl na 351, evangelíků na deset a ostatní byli římskými katolíky.
| Rok            | 1869  | 1880  | 1890  | 1900  | 1910  | 1921  | 1930  | 1950 | 1961 | 1970 | 1980 | 1991 | 2001 | 2011 | 2021 |
| -------------- | ----- | ----- | ----- | ----- | ----- | ----- | ----- | ---- | ---- | ---- | ---- | ---- | ---- | ---- | ---- |
| Počet obyvatel | 1 099 | 1 079 | 1 049 | 1 100 | 1 155 | 1 105 | 1 248 | 285  | 317  | 288  | 199  | 182  | 196  | 272  | 270  |
| Počet domů     | 150   | 164   | 172   | 179   | 189   | 197   | 236   | 240  | 240  | 70   | 59   | 63   | 76   | 92   | 99   |

## Obecní správa
Při sčítání lidu v letech 1869–1930 Bernov byl samostatnou obcí, se kterým patřil nejprve do okresu Kraslice, ale v letech 1910–1930 v okrese Nejdek. Od roku 1950 je částí města Nejdek, se kterým patřil nejprve do okresu Karlovy Vary-okolí, ale od roku 1960 v okrese Karlovy Vary.

## Osobnosti
Ve vsi se roku 1863 narodil Josef Heinzl, politik a poslanec Českého zemského sněmu.

## Galerie

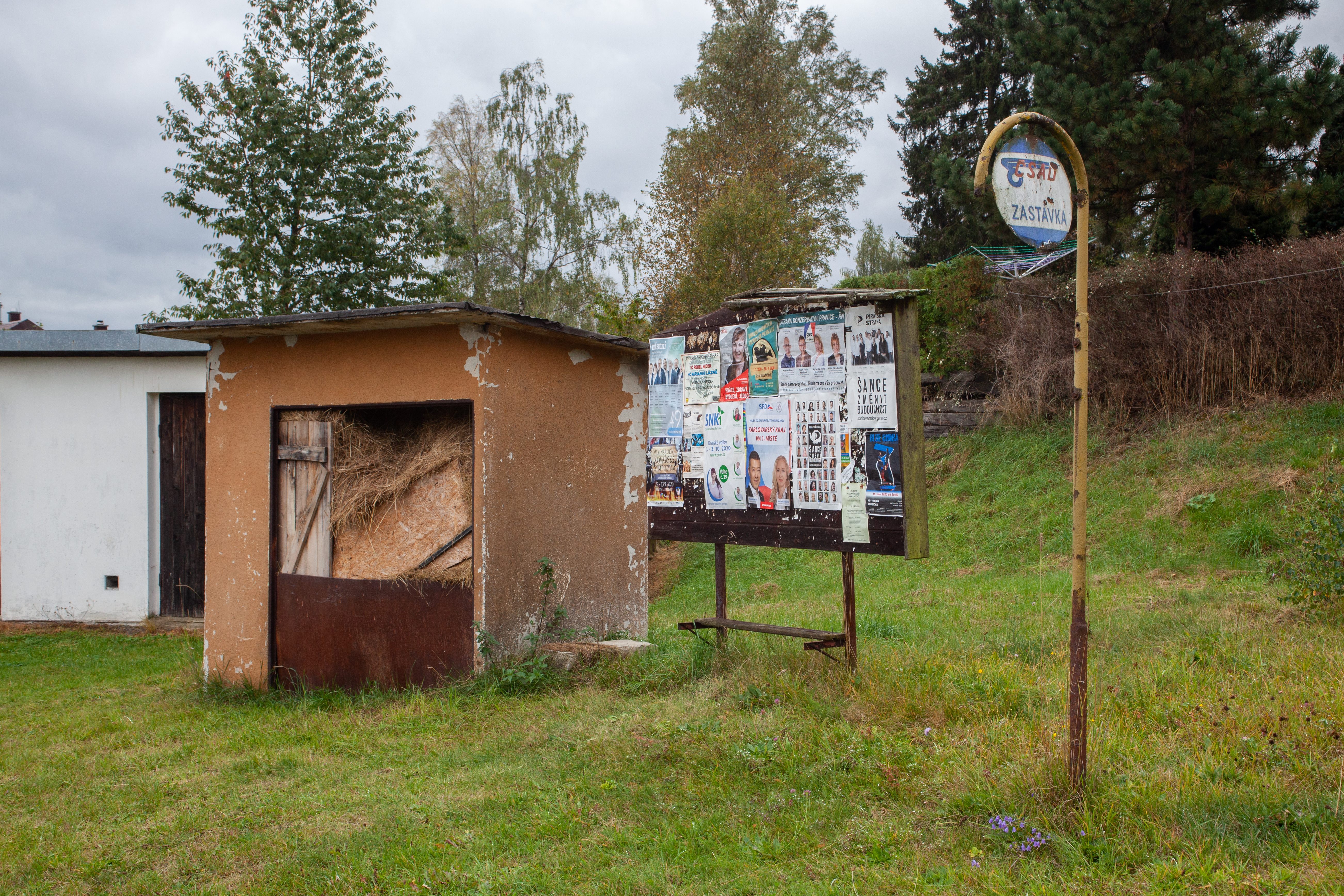
Zrušená autobusová zastávka (2020)
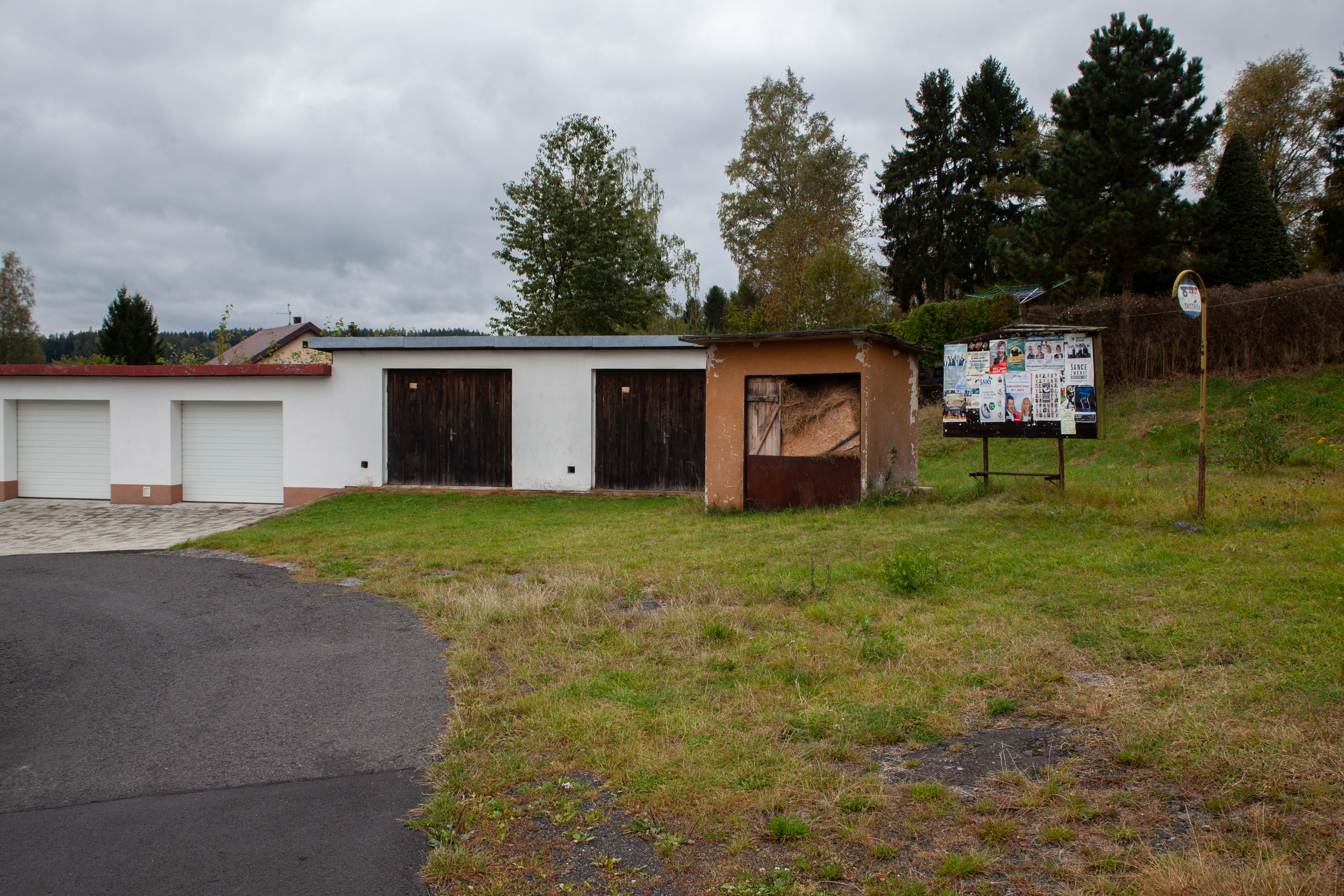
Garáže (2020)
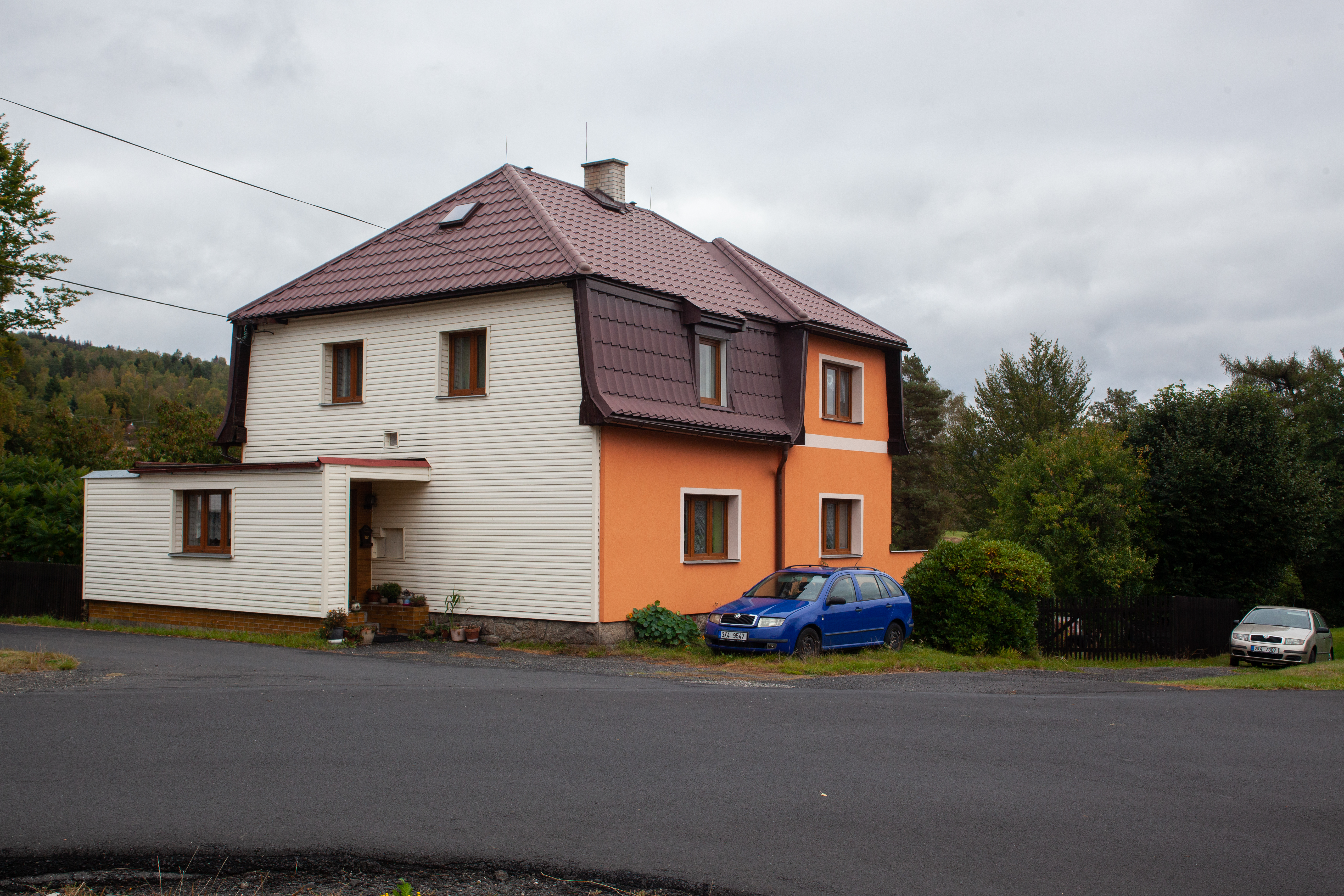
Dům (2020)